# Lobengula
Lobengula Cumalo (1845-1894) foi o segundo e último rei do Reino Mutuacazi, a entidade política dos matabeles (ou andebeles setentrionais). 
Os matabeles/andebeles, liderados por Lobengula, eram conhecidos em língua andebele setentrional como "os homens de escudos longos" — uma referência ao uso do escudo e da azagaia pelos guerreiros. 

## Biografia

### Antecedentes
A formação do povo matabele está relacionada à formação dos povos zulus. Os matabeles fugiram para o norte durante o reinado de Shaka Zulu após a Mfecane ("esmagamento" ou "a dispersão"). O general Mzilikazi do clã cumalo dos zulus levou seus seguidores para longe do território do Reino Zulu depois de um desentendimento. Na década de 1830 se estabeleceram na fronteira do que hoje é chamado Matabelelândia, no oeste do Zimbábue, embora afirmando a soberania de uma área muito maior.
O Reino Mutuacazi (também chamado de Reino Matabele ou Reino Andebele-Mthwakazi), formado como a entidade política dos povos matabeles, era uma sociedade da Idade do Ferro no qual os membros tinham uma posição privilegiada contra estrangeiros, cujas vidas estavam sujeitas à vontade do rei. Em troca de seus privilégios, no entanto, os homens e mulheres matabeles tiveram que se submeter a uma rígida disciplina e hierarquia dentro desta sociedade, com funções e responsabilidades rigorosamente estabelecidas. A violação de qualquer responsabilidade social era punidas com a morte, com o indulto raramente agraciado pelo rei. Esta disciplina rigorosa e a lealdade garantia aos matabeles o domínio sobre seus vizinhos.

### Coroação  como rei
Após a morte de Mzilikazi, o primeiro rei do Reino Mutuacazi, em 1868, o izinduna, ou conselho dos chefes, ofereceu a coroa a Lobengula, um dos filhos do Mzilikazi. Vários impis (regimentos) contestaram a decisão em favor de Lobengula e a questão acabou por ser decidida em uma conflito civil, com Lobengula e seus impis leais esmagando os impis rebeldes. A coragem de Lobengula nesta batalha levou a ser considerado, de forma unânime, como rei.
A coroação de Lobengula teve lugar no craal (vila militar cercada com paliçadas) de Mhlanhlandlela, uma das principais cidades do reino. Um grande número de bovinos foram abatidos e foram escolhidas carnes que foram oferecidas a Umlimo, o líder espiritual dos matabeles, e ao líder morto Mzilikazi. Grandes quantidades de cerveja de milho também foram consumidos.
Cerca de 10.000 guerreiros matabeles em traje de guerra participaram da coroação de Lobengula.

### Reinado
Lobengula tinha cerca de 20 esposas, e possivelmente muitas outras cuncubinas.
O Reino Mutuacazi foi orgnizado em vários craals, estruturas estáveis o suficiente para repelir novas incursões dos bôeres. Sua posição militar era mantida pela rígida disciplina do exército. O exército matabele era composto de 15 000 homens em 40 regimentos, estabelecidos nas redondezas da capital do reino, a cidade de Bulavaio, onde residia Lobengula.
No início de seu reinado, ele teve poucos encontros com homens brancos (apesar de uma estação de missão cristã tenha sido criado em Inyati em 1859), mas isso mudou quando o ouro foi descoberto nos limites da fonteira com a República Sul-Africana em 1886. Lobengula havia concedido a Sir John Swinburne o direito de prospectar ouro e outros minerais em uma faixa de terra no extremo sudoeste da Matabelelândia, entre os rios Shashe e Ramaquabane, em cerca de 1870, no que ficou conhecido como a Concessão Tati. No entanto, qualquer mineração significativa na área não começou antes de cerca de 1890. Lobengula havia sido tolerante com os caçadores brancos que vinham para a Matabelelândia, mesmo punindo craals que ameaçassem os brancos. Mas ele foi cauteloso sobre a negociação com os estrangeiros, e quando uma equipe britânica, composta por F. R Thompson, Charles Rudd e Rochfort Maguire, veio em 1888 para tentar convencê-lo a conceder-lhes o direito prospecção de minerais em partes adicionais de seu território, as negociações tiveram de se estender por muitos meses. Lobengula só deu a permissão para Cecil Rhodes, através da Companhia Britânica da África do Sul, quando seu amigo, o Dr. Leander Starr Jameson, que tratou Lobengula da gota anteriormente, o garantiu quantias de dinheiro, além de armamentos para os matabeles, bem como a promessa de que todas as pessoas que viriam para minerar seriam consideradas como vivendo sob o domínio de seu Reino. Como parte deste acordo, e por insistência dos britânicos, nem aos bôeres nem aos portugueses seriam permitidos obter concessões e trabalhar em Matabelelândia. Um tratado de 25 anos, a Concessão Rudd, foi assinado por Lobengula em 3 de outubro de 1888 e pela rainha Vitória do Reino Unido em 20 de outubro de 1889.

### Guerras matabeles e morte

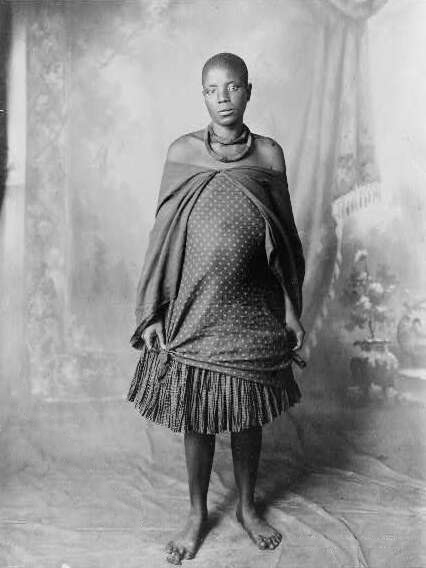
A filha de Lobengula e Lomalongwe

Logo se tornou óbvio que Lobengula tinha sido enganado e que os britânicos realmente tinham a intenção de colonizar seu território. A Primeira Guerra Matabele começou em novembro de 1893, com a Companhia Britânica da África do Sul utilizando as novas metralhadoras Maxim, levando a perdas devastadoras para os guerreiros matabeles. 
Em dezembro de 1893 Lobengula estava já muito doente, mas sua morte precoce, em 1894, foi mantida em segredo por muitos meses, com a causa permanecendo inconclusiva. O primeiro laudo constava que tinha sido a varíola, mas mais tarde foi diagnosticado como disenteria, e alguns relatos mencionaram veneno, embora isso pareça improvável.
Em outubro de 1897, os colonos brancos tinham liquidado com êxito a resistência nativa em grande parte do território conhecido mais tarde como Rodésia, e o Reino Mutuacazi não existia mais.

## Descendência
Lobengula teve vários filhos, dentre os conhecidos:
- Mpezeni, que morreu no Hospital Somerset em 9 de dezembro de 1899, de pleurisia;
- Njube;
- Nguboyenja, que foi enviado à Cidade do Cabo depois da morte de Lobengula e enterrado em Entumbane perto de Mzilikazi, seu avô;
- Sidojiwa nascido em Nsindeni 1888 que morreu em 13 de julho de 1960 (enterrado no Entumbane perto Mzilikazi), e;
- uma filha do qual não se sabe pelos historiadores.